# Huelga de las costureras de Ford de 1968

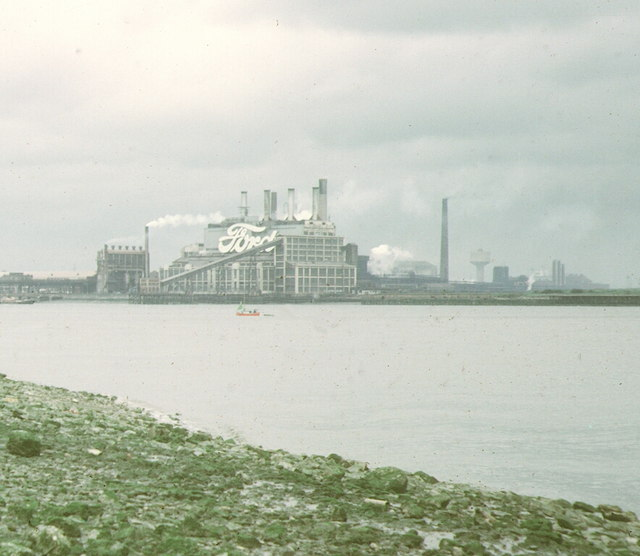
Ford Works, 1973. De una diapositiva antigua tomada con un viento cortante cerca de Jenningtree Point, Belvedere.

La huelga de 1968 de las costureras que trabajaban en Ford de 1968 fue una disputa que constituyó un hito en el marco de las relaciones laborales del Reino Unido. Fue una de las causas que gatillaron la aprobación de la Ley de igualdad salarial de 1970.

## Huelga
La huelga, liderada por Rose Boland, Eileen Pullen, Vera Sime, Gwen Davis, y Sheila Douglass, comenzó el 7 de junio de 1968, cuando las costureras maquinistas de la planta de Dagenham, Londres de la Ford Motor Company se retiraron del recinto, seguidas posteriormente por las maquinistas de la planta de carrocería y montaje de Ford en Halewood, Merseyside. Las mujeres hacían fundas para los asientos de los automóviles y, cuando las existencias se agotaron, la huelga desembocó en la interrupción de toda la producción de automóviles.
Las maquinistas costureras se retiraron cuando, como parte de un proceso de recalificación, se les informó que sus trabajos fueron clasificados en la Categoría B, es decir, trabajos de producción menos calificados, en lugar de la Categoría C (trabajos de producción más calificados), y que se les pagaría un 15% menos que la tarifa B completa que recibían los hombres. En ese tiempo, era una práctica habitual que las empresas pagaran a las mujeres menos que a los hombres, independientemente de sus habilidades.
Tras la intervención de Barbara Castle, secretaria de Estado de Empleo y Productividad en el gobierno de Harold Wilson, la huelga finalizó tres semanas después de iniciada, como resultado de un acuerdo que aumentó inmediatamente sus tasas de pago a un 8% por debajo de la de los hombres, aumentando a la tasa de categoría B completa el año siguiente. Además, se creó un tribunal de instrucción (en virtud de la Ley de Tribunales Industriales de 1919) para considerar su recalificación, aunque esta no falló a su favor. Las mujeres solo fueron reclasificadas en la Categoría C después de una huelga de seis semanas en 1984.

## Impacto
Inspiradas en el ejemplo de los maquinistas, las mujeres sindicalistas fundaron el National Joint Action Campaign Committee for Women's Equal Rights (NJACCWER) (Comité de Campaña Nacional de Acción Conjunta por la Igualdad de Derechos de la Mujer en español), que celebró una «manifestación de igualdad salarial» a la que asistieron 1.000 personas en Trafalgar Square el 18 de mayo de 1969.
Finalmente, el movimiento desembocó en la aprobación de la Ley de Igualdad Salarial de 1970 que entró a regir en 1975 y que, por primera vez, tenía como objetivo prohibir la desigualdad de trato entre hombres y mujeres en el Reino Unido en términos de salario y condiciones de empleo. En el debate de la segunda lectura del proyecto de ley, la parlamentaria Shirley Summerskill señaló que las maquinistas jugaron un «papel muy importante en la historia de la lucha por la igualdad salarial».
Una vez que el Reino Unido se unió a la CEE en 1973, quedó sujeta al artículo 119 del Tratado de Roma de 1957, que especificaba que hombres y mujeres debían recibir igual salario por igual trabajo.
Una dramatización cinematográfica de la huelga, Made in Dagenham, se estrenó en el Festival de Cine de Toronto en septiembre de 2010. Asimismo, en 2014 se estrenó un musical basado en la película.